# TGV inOui
TGV inOui是法國國家鐵路公司自2017年5月27日起在部分高速列車服務上營運的高級品牌名稱，並正逐步以高級品牌inOui和低價品牌Ouigo取代現有TGV服務。採用“inOui”這個名稱是因為它類似於法語單字inouï，意思是“非凡的”和“聞所未聞的”。